# Kyaukse District
Kyaukse District är ett distrikt i Myanmar.   Det ligger i regionen Mandalayregionen, i den centrala delen av landet, 210 km norr om huvudstaden Naypyidaw.